# GRG 12 Rosasgasse
Das GRG 12 Rosasgasse (auch Bundesgymnasium und Bundesrealgymnasium Rosasgasse, BG/BRG Rosasgasse) ist ein Bundesgymnasium und Bundesrealgymnasium. Die Schule mit ihrem denkmalgeschützten Schulgebäude befindet sich im 12. Wiener Gemeindebezirk Meidling im Stadtteil Untermeidling.

## Geschichte
Gegründet wurde die Schule im Schuljahr 1883/84 in der damaligen noch eigenständigen Wiener Vorortgemeinde Untermeidling als Communal-Untergymnasium in Unter-Meidling unter der Leitung von Johann Wastl mit einer Klasse in der Nymphengasse 7 (heute eine Volksschule). 1889 wurde sie in ein K. K. Staats-Gymnasium umgewandelt. Aus Platzgründen mussten in den kommenden Jahren die Klassen verteilt werden, erst 1883 bezog die Schule das neu erbaute Gebäude in der Rosasgasse 1–3.
Anfang 1897 wurde das Gymnasium zu Ehren von Karl Ludwig, der ein halbes Jahr vorher verstorben ist, in K. K. Karl Ludwig-Gymnasium (auch K. K. Carl Ludwig-Gymnasium) umbenannt. Während des Ersten Weltkrieges benagelten Schüler des Karl Ludwig-Gymnasiums am 20. November 1915 ein Wehrschild, dass von ihnen entworfen und angefertigt wurde. In der Ersten Republik Österreich wurde die Schule ab 1919 koedukativ geführt und um das Jahr 1920/21 wurde sie in Bundesgymnasium in Wien XII umbenannt.
Mit den Anschluss Österreichs 1938 wurde wieder die Trennung der Burschen und Mädchen eingeführt, das Gymnasium in der Rosasgasse wurde zur Oberschule für Jungen, musste aber weil das Gebäude als Reservelazarett der Wehrmacht diente, bis 1945 in ein anderes Schulgebäude in die Erlgasse 32–34 (heute GRG 12 Erlgasse) umquartiert werden. Nachdem die alliierten Besatzungsmächte nach Ende des Zweiten Weltkrieges das Schulgebäude in der Rosasgasse wieder freigegeben haben, konnte das Gymnasium 1946 wieder an ihren angestammten Platz zurückkehren. 1948 wurde aus der Schule ein Realgymnasium mit der Schulbezeichnung Bundesrealgymnasium Wien XII, das aber 1963 in ein realistisches Bundesgymnasium und ein naturwissenschaftliches Bundesrealgymnasium umgewandelt wurde. 1976 wurde nach 38 Jahren wieder der koedukative Unterricht eingeführt.
Auf Wunsch der Eltern wurde 1982 ein Tagesschulheim für Schüler von berufstätigen Eltern errichtet. Von 2002 bis 2004 erfolgte ein moderner Erweiterungsanbau und eine erneute Sanierung des alten Schulgebäudes. Während dieser Zeit übersiedelte das Gymnasium in die Singrienergasse 19–21. Ab Oktober 2004 erfolgte der Unterricht wieder in der Rosasgasse 1–3.
Das GRG 12 Rosasgasse ist Mitglied verschiedenster Netzwerke, so ist sie unter anderem eine UNESCO-Projektschule und seit 2019 eine ÖKOLOG-Schule.

## Ausbildung
An der GRG 12 Rosasgasse werden zu der allgemeinen gymnasialen Ausbildung, je nach Schulzweig, Klassenstufe und Wahlpflichtfach, verschiedene Fremdsprachen angeboten. Das Sprachangebot beinhaltet Englisch, Französisch, Latein, Italienisch und Spanisch. Zusätzliche alternative Schwerpunkte sind Darstellende Geometrie und Fach Naturwissenschaft (RG) und Bilderische- und Musikerziehung (G und RG). Zusätzlich stehen die Wahlpflichtfächer Psychologie und Philosophie zur Auswahl.

## Tesla-Anlage
Von 1995 bis 2002 wurde unter den damaligen Physiklehrer Erwin Kohaut mit Hilfe von aktiven und ehemaligen Schülern eine Tesla-Anlage im Schulgebäude errichtet. Sie wird für Experimente und für den Physik-Unterricht verwendet, externe Schulklassen besuchen das GRG 12 Rosasgasse in Form von Exkursionen um die Tesla-Anlage zu studieren und Vorträge über die Anlage und über Nikola Tesla anzuhören. Diese Teslaspule gilt als einer der größten privaten Anlage dieser Art in Europa.

## Bekannte Schüler
- Ludwig von Bertalanffy (1901–1972), Biologe und Systemtheoretiker
- Manfred Adalbert Fischer (* 1942), Botaniker und Pflanzensystematiker
- Gerhard Fritsch (1924–1969), Schriftsteller und Bibliothekar
- Franz Jachym (1910–1984), Universitätsprofessor, Erzbischof-Koadjutor, Generalvikar und Titularerzbischof
- Gertrud Jaklin (1916–1998), Juristin und Richterin
- Richard Olechowski (* 1936), Erziehungswissenschaftler
- Fritz Regler (1901–1976), Physiker, Hochschullehrer und Rektor der TH Wien
- Richard von Schaukal (1874–1942), Dichter[3]
- Marcus Schober  (* 1980), Politiker
- Ignaz Seipel (1876–1932), Prälat, Theologe und Politiker
- Hans Schipper (1912–1984), Beamter
- Johann Soelch (1883–1951), Geograph und Rektor der Universität Wien[3]
- Friedrich Schreyvogl (1899–1976), Schriftsteller, Publizist, Dramaturg und Kulturredakteur[3]
- Heribert Franz Köck (* 1941), Völkerrechtler, Europarechtler und Rechtsphilosoph
- Ernst Wimmer (1924–1991), Journalist, Kommunist, Politiker und Aphoristiker

## Bekannte Lehrer
- Viktor Fadrus (1912–2004), Pädagoge und Schulreformer
- Anton Mayr (1855–1943), Historiker
- Georg Saatzer (1926–2004), Maler, Grafiker und Pädagoge
- Jaroslav Tkáč (1871–1927), Philologe und Arabist

## Leitung
- 1883–1910 Johann Wastl[4][5]
- 1910 Franz Noë (provisorisch)[18]
- 1911–1918 August Haberda[19][20]
- 1919–1922 Johann Pupp[11]
- 1923–1944 Alfons Haltmeyer[21][12]
- 1945–1971 Wilhelm Groß[1]
- 1972–1981 Alfred Mathuber
- 1982–1991 Karl Wöginger
- 1992–2010 Gunther Petersch
- 2011–2023 Renate Siegl[17]
- 2023–2024 Karin Fida-Prachner (provisorisch)[22]
- seit 2024 Andreas Chlaupek